# Mönchpfiffel-Nikolausrieth
Mönchpfiffel-Nikolausrieth là một đô thị ở huyện Kyffhäuser, ở bang Thüringen, Đức. Đô thị này có diện tích 9,15 km², dân số thời điểm ngày 31 tháng 12 năm 2006 là 403 người.